# Alcyone (estrela)
Coordenadas:  03h 47m 29.0765s, +24° 06′ 18.494″
Alcyone (Eta Tauri, 25 Tauri) é uma sistema estelar na direção da constelação de Taurus. Possui uma ascensão reta de 03h 47m 29.06s e uma declinação de +24° 06′ 18.9″. Sua magnitude aparente é igual a 2.85. Considerando sua distância de 368 anos-luz em relação à Terra, sua magnitude absoluta é igual a −2.41. Pertence à classe espectral B7III. É membro das Plêiades.

## Mitologia
Assim como as outras seis estrelas que compõem as Plêiades da astronomia grega, esta estrela é associada a uma das Plêiades da mitologia grega. Na mitologia grega, Alcíone é uma filha de Atlas, foi possuída por Posidão, com quem teve o filho Hirieu.

## Descrição
Alcyone é um sistema quádruplo composto de:
Alcyone A - Estrela gigante azul com magnitude aparente de +2.85. Tem uma luminosidade de 1.400 vezes maior que a do sol e uma temperatura superficial de quase 13.000 K. O tipo espectral do B7 III indica que é uma estrela da emissão. Sua velocidade de rotação elevada (215 km/s) criou na altura de seu equador um disco dos gases arremessados na órbita.
Alcyone B e Alcyone C distam de Alcyone A em 117 e 181 arcseg respectivamente; são anãs brancas com magnitude +8, formam um sistema duplo com a distancia entre si de 0.031 arcseg.(aproximadamente a distancia do Sol a Júpiter).
Alcyone D com magnitude de +8.7. orbita Alcyone A em 191 arcseg.